# グリーンサスティナブルケミストリー
グリーンサスティナブルケミストリー（英語：green sustainable chemistry）とは生態系に与える影響を考慮し、持続成長可能な化学工業のあり方を提言する環境運動である。日本においては化学製品に対する環境政策はグリーンケミストリーとサスティナブルケミストリーとを同時に推進することを目的としているので、グリーンサスティナブルケミストリーという用語が使用される。
グリーンケミストリーの用語はアメリカ合衆国の環境省（EPA）が化学製品の生産から廃棄までの全製品ライフサイクルにおいて生態系に与える影響を最小限にし、且つ経済的効率性を向上させようとする次世代の化学工業の改革運動に対してこの語を用い始めたことを起源とする。
一方、サスティナブルケミストリーはヨーロッパを中心としたOECDが提唱した環境政策で、化学製品が生態系に与える影響の他にもリサイクルによる省資源化を通じて持続成長可能な産業のあり方を提案したものである。したがってアメリカの『グリーンケミストリー』にはリサイクルの概念がない為、両者はこの点で大きく異なる。
グリーンケミストリーにおいてもサスティナブルケミストリーにおいても、化学工業で使用される化学物質を製造から廃棄・再生まで網羅的に量的監視下に置きそれらのコントロールするための法規制とそれを達成するための環境負荷が小さく、従来よりも高効率な化学プロセスの開発が必要となってくる。前者は日本においては「特定化学物質の環境への排出量の把握等及び管理の改善の促進に関する法律」（化管法）を中心に法整備が進められている。後者はゼオライトZSM-5を触媒にしたε-カプロラクタムの新規合成プロセスが実用化され、光触媒を用いて水から水素発生させる太陽光エネルギー-化学エネルギーの直接変換プロセスなどの開発が進められている。

## E-ファクター
E-ファクターとはグリーンサスティナブルケミストリーを評価する指標の一つで、省資源性を示す指標である。E-ファクターは副生成物量（すなわち産業廃棄物量と等しい）を目的生成物量で除した値である。一般的に石油化学製品では約0.1、一般化成品で1～5以下、ファインケミカルで5～50以下、医薬・農薬で25～>100の値を取るといわれている。言い換えると、石油化学製品では無駄になる資源は製品の1割程度であるが、医薬品などでは製品の25倍から100倍の量の化学物質が廃棄されることになる。石油化学と医薬とでは目的製品の総生産量が107倍も異なるので、異なる業態の間でE-ファクターを比較する場合は、生産量も含めて考える必要がある。

## グリーンケミストリー12条
環境に配慮するなどの観点から提唱されている地球環境改善のための対策。グリーンケミストリー12原則、グリーンケミストリー12箇条などとも言う。
アメリカ合衆国のポール・アナスタス大統領科学技術政策担当者らによって製作され、現在日本においても参考として挙げられ、大学の授業などでも取り上げられている。
以下はその12条。
1. 廃棄物は「出してから処理ではなく」、出さない
2. 原料をなるべく無駄にしない形の合成をする
3. 人体と環境に害の少ない反応物、生成物にする
4. 機能が同じなら、毒性のなるべく小さい物質をつくる
5. 補助物質はなるべく減らし、使うにしても無害なものを
6. 環境と経費への負担を考え、省エネを心がける
7. 原料は枯渇性資源ではなく再生可能な資源から得る
8. 途中の修飾反応はできるだけ避ける
9. できるかぎり触媒反応を目指す
10. 使用後に環境中で分解するような製品を目指す
11. プロセス計測を導入する
12. 化学事故につながりにくい物質を使う

## 関連文献
- 御園生誠「グリーンケミストリー : その考え方と進め方」『有機合成化学協会誌』第61巻第5号、有機合成化学協会、2003年、406-412頁、doi:10.5059/yukigoseikyokaishi.61.406。